# Catocala lucilla
Catocala lucilla là một loài bướm đêm trong họ Erebidae.